# Xantusia
Xantusia – rodzaj jaszczurek z rodziny nocówkowatych (Xantusiidae).

## Zasięg występowania
Rodzaj obejmuje gatunki występujące w południowo-zachodnich Stanach Zjednoczonych oraz północnym i zachodnio-środkowym Meksyku. 

## Systematyka

### Etymologia
Xantusia: John Xantus de Vesey (1825–1894), węgierski zoolog.

### Podział systematyczny
Do rodzaju należą następujące gatunki: 
- Xantusia arizonae Klauber, 1931
- Xantusia bezyi Papenfuss, Macey & Schulte, 2001
- Xantusia bolsonae Webb, 1970
- Xantusia extorris Webb, 1965
- Xantusia gilberti Van Denburgh, 1895
- Xantusia gracilis Grismer & Galvan, 1986
- Xantusia henshawi Stejneger, 1893 – nocówka kanionowa[5]
- Xantusia jaycolei Bezy, Bezy & Bolles, 2008
- Xantusia riversiana Cope, 1883 – nocówka wyspiarska[5]
- Xantusia sanchezi Bezy & Flores-Villela, 1999
- Xantusia sherbrookei Bezy, Bezy & Bolles, 2008
- Xantusia sierrae Bezy, 1967
- Xantusia vigilis Baird, 1859 – nocówka pustynna[5]
- Xantusia wigginsi Savage, 1952